# Monts (Indre-et-Loire)
Monts is een gemeente in het Franse departement Indre-et-Loire (regio Centre-Val de Loire). De plaats maakt deel uit van het arrondissement Tours. Monts telde op 1 januari 2022 8.031 inwoners.

## Geografie
De oppervlakte van Monts bedroeg op 1 januari 2022 27,28 vierkante kilometer; de bevolkingsdichtheid was toen 294,4 inwoners per km².

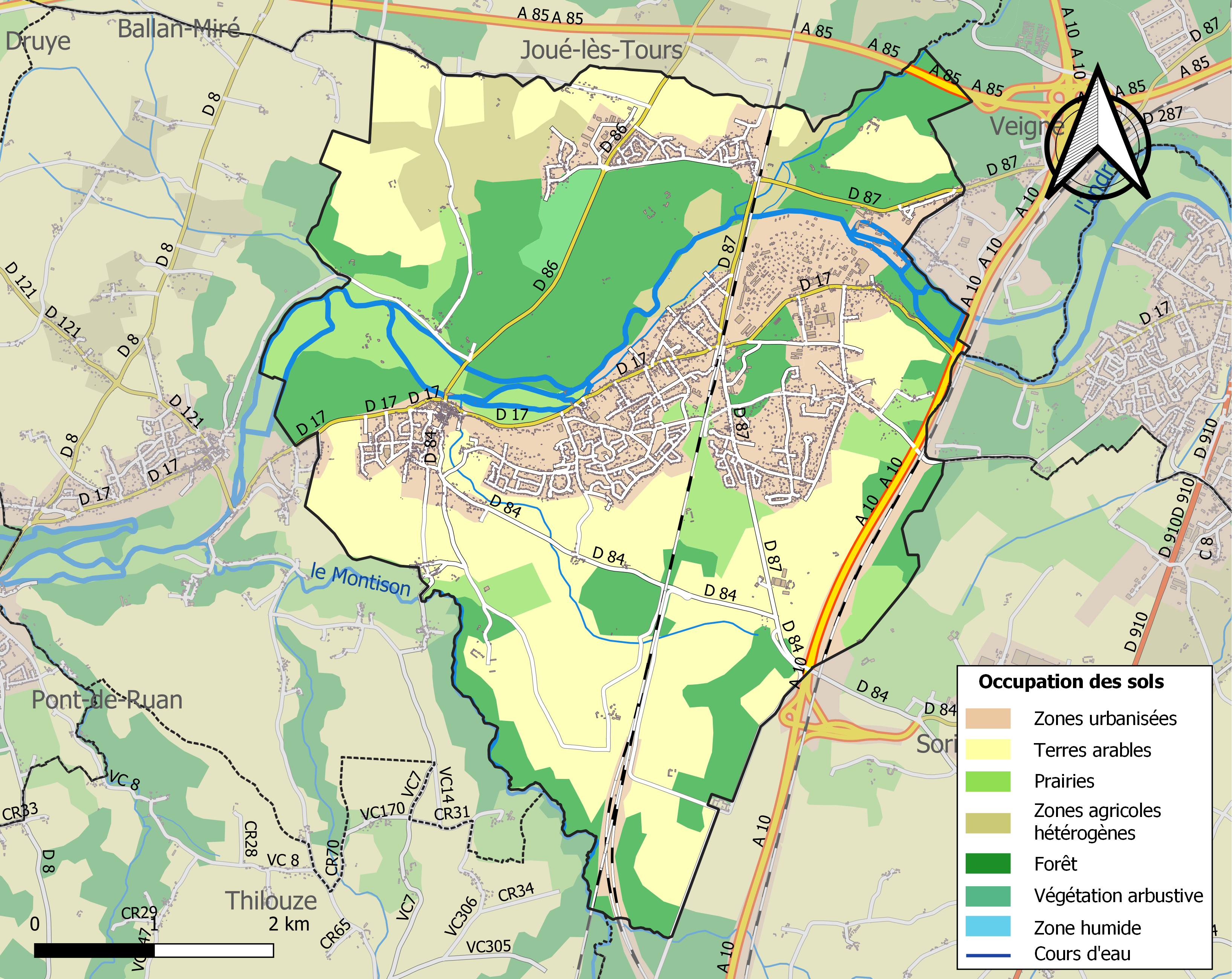
Kaart van de gemeente met belangrijkste infrastructuur, bodemgebruik en omliggende gemeenten

## Verkeer en vervoer
In de gemeente ligt spoorwegstation Monts.

## Demografie
Onderstaande figuur toont het verloop van het inwonertal (bron: INSEE-tellingen).